# 斯特拉頓 (密西西比州)
斯特拉頓（英語：Stratton）是位於美國密西西比州牛頓縣的非建制地區。

## 歷史
斯特拉頓的郵局於1906年設立，其後於1956年停運。

## 地理
斯特拉頓所處的海拔為高於海平面136米（即446英呎），而該地所採用的時區為UTC-6，即北美中部時區（CST）。同時該地設有夏令時間，為UTC-6調快一小時，即UTC-5（CDT）。